# Sedimentace

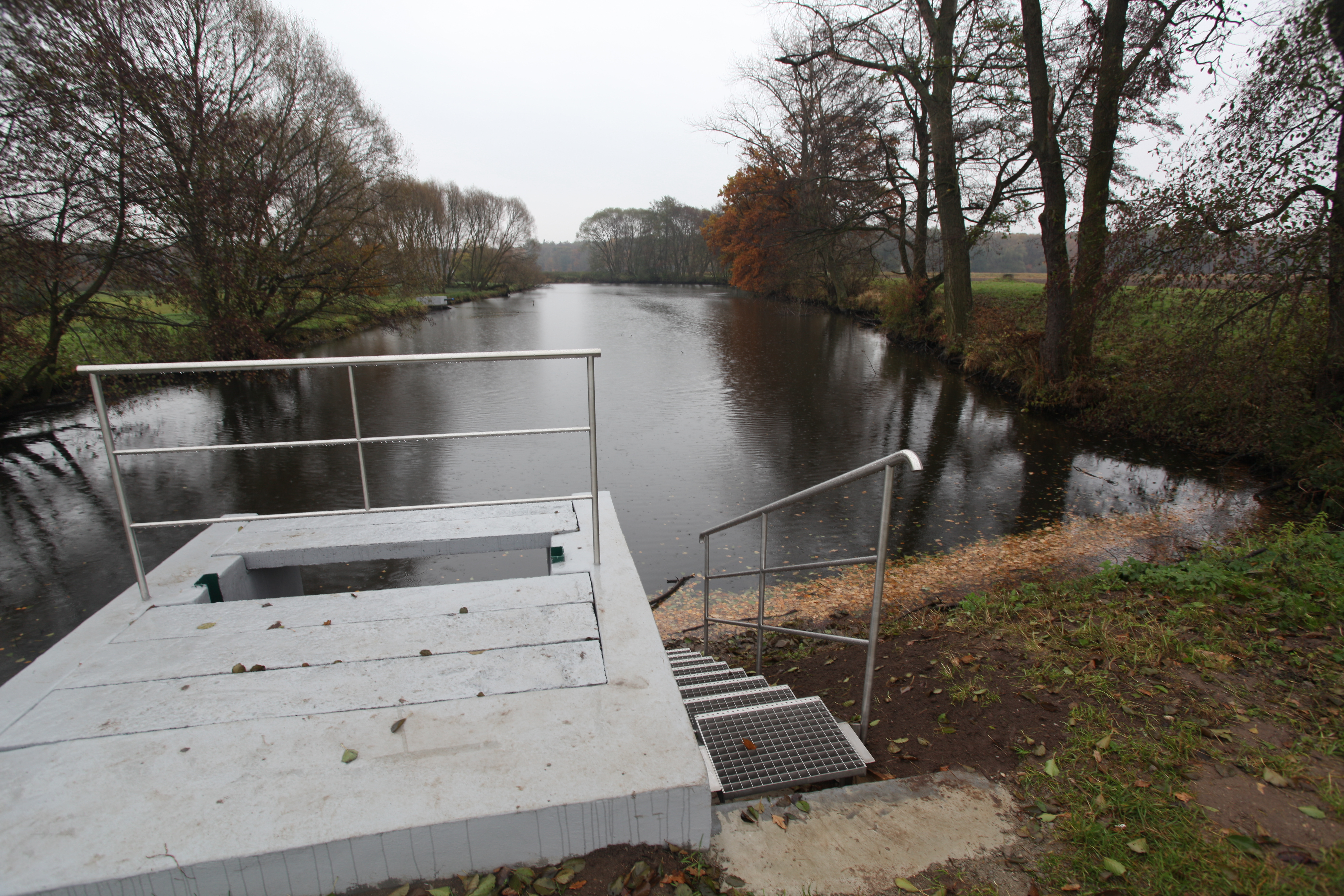
Sedimentace železných kalů v kalové laguně

Sedimentace je proces usazování těžších, nerozpustných součástí (např. erytrocyty) v kapalné nebo plynné směsi. Nejčastěji se s tímto pojmem setkáváme v geologii a lékařství.
Sedimentace – pohyb dispergovaných částic disperzní soustavy, vyvolaný působením silového pole (klesání částic suspenze ke dnu, radiální pohyb při působení odstředivé síly), při němž hraje roli mj. poměr hustot částice a disperzního prostředí, velikost a tvar částic, viskozita disperzního prostředí atd. Čirá kapalina nad sedimentem se nazývá supernatant.

## Sedimentace v geologii
V geologii popisuje sedimentace proces ukládání pevných látek na dolních tocích řek, v jezerech a oceánech. Usazeniny, které tak vzniknou, nazýváme sedimenty.

## Sedimentace v lékařství
V lékařské praxi se sleduje například rychlost sedimentace krvinek, především erytrocytů, v krvi, která dává informaci o případném průběhu zánětlivých onemocnění. Ta se označuje zkratkou FW, podle iniciál jmen lékařů Fahraeuse a Westergrena, kteří ji zavedli. Sedimentace erytrocytů je běžné laboratorní vyšetření, které udává rychlost klesání erytrocytů ve vzorku nesrážlivé krve.
Sedimentační rychlost závisí hlavně na velikosti sedimentujících částic. Erytrocyty mají tendenci vytvářet válcovité shluky (tzv. "penízkovatění erytrocytů"), které sedimentují rychleji než samostatné erytrocyty. Tvorbu shluků podporují některé bílkoviny, hlavně fibrinogen a gama-globuliny. Díky tomu se sedimentace krve zrychluje zejména při zánětech, infekčních chorobách, těhotenství apod. Rychlost sedimentace červených krvinek se s věkem zvyšuje. Muži mají rychlost sedimentace 2–5 milimetrů za 1 hodinu, ženy 3–10 milimetrů za 1 hodinu. Výsledek se tedy musí přepočítat na věk a pohlaví pacienta. Tato vyšetřovací metoda je již dnes postupně nahrazována vyšetřením hodnoty CRP (C reaktivního proteinu). Sedimentační vyšetření neposkytne přesné informace o typu nemoci, ale přidá další vodítko pro určení diagnózy. Pro odběr krve se používá speciální černá zkumavka "Vacuette" obsahující pufrovaný roztok citrátu sodného.

### Před vyšetřením
Žádná speciální příprava není nutná. Krev se odebírá většinou ze žíly na paži nebo předloktí. Před vyšetřením dbejte pokynů lékaře. Pacient má k odběru obvykle přijít na lačno.